# Asselby
Asselby – wieś w Anglii, w hrabstwie East Riding of Yorkshire. Leży 39 km na zachód od miasta Hull i 254 km na północ od Londynu. W 2001 miejscowość liczyła 299 mieszkańców.